# 粉花安息香
粉花安息香（学名：Styrax roseus）为安息香科安息香属下的一个种。

## 扩展阅读
- 維基物種上的相關：粉花安息香